# Polje žita s čempresima
Polje žita s čempresima je jedna od tri slične slike i crtež nizozemskog slikara Vincenta van Gogha koje je naslikao dok je živio u sanatoriju Saint Paul-de-Mausole u mjestu Saint-Rémy-de-Provence, u blizini Arlesa, Francuska, 1889. godine. Van Gogh je dobrovoljno prijavio u umobolnicu u svibnju 1889. godine, a slike je naslikao inspiriran pogledom s njegova prozora na gorje Alpilles. Kako je mogao napuštati sobu da slika, vjerojatno je slika nastala na otvorenom (plein air), u samoj blizini motiva.
Slika gustim impasto namazima boja prikazuje zlatno polje zrelog žita s pokojim cvijetom maka i tamnim provansalskim čempresom koji stoji poput obeliska uz desni rub, te svjetlije zelenog i manjeg drveta masline na lijevoj strani, dok se u daljinama plave planine, a bijeli oblaci se vijugaju na azurnom nebu. Prvu verziju van Gogh je završio u srpnju 1889., tijekom faze bjesomučnog slikanja i nedugo nakon što je naslikao Zvjezdanu noć. U to vrijeme bio je fasciniran čempresima. 
- Crtež perom u Muzeju Van Gogh, Amsterdam
- Prva studijska verzija, 71 x 90,9 cm, Nacionalna galerija, London
- Manja studijska verzija, 51,5 x 65 cm, privatno vlasništvo

## Povijest
Po prvoj slici van Gogh je nacrtao crtež perom koji se danas čuva u Muzeju van Gogh u Amsterdamu. Poslije je po crtežu načinio još dvije slike u svom ateljeu, jednu veću i jednu manju verziju. Prvu, veću studijsku verziju naslikao je bez velikih promjena na izvornu sliku, dodajući tek na koncu malo žute i smeđe. Manju i nešto manje uspješnu, poslao je svojoj majci i sestri kao poklon.
Veće verzije, lipanjsku i rujansku, poslao je u listopadu 1889. godine svom bratu Theu u Pariz. Prvu sliku Theo je prodao 1900. umjetniku Émileu Schuffeneckeru, nakon kojega je nekoliko puta mijenjala vlasnika u Parizu dok ju nije kupio bankar Franz von Mendelssohn (1865. – 1935.) koji ju je odnio u Berlin 1910. godine. God. 1952. kupio ju je švicarski industrijalac Emil Bührle koji ju odnosi u Zurich. Njegov sin Dieter je sliku prodao muzeju Metropolitan u New Yorku 1993. godine za 57 milijuna $, novac koji je muzeju donirao izdavač, diplomat i filantrop Walter H. Annenberg. Slika je tako dospjela na popis najskupljih slika.
Prvu studijska verziju, koja je jako slična izvornoj, kupila je Nacionalna galerija u Londonu 1923. godine. Ona je bez obrisa i nije nikada lakirana ili premazana voskom. Treća, manja verzija je u privatnoj kolekciji od kada je prodana preko aukcijske kuće Sotheby's u Londonu 1970. godine.